# Bloco yen
O bloco do yen, envolvendo Japão e seus vizinhos asiáticos, é um bloco informal no qual as transações comerciais têm se expandido a taxas elevadas, em função do grande dinamismo do crescimento econômico daquela região.